# بيت العياشي (حالمين)

تعديل مصدري - تعديل

بيت العياشي هي إحدى قرى عزلة حبيل الريدة بمديرية حالمين التابعة لمحافظة لحج، بلغ تعداد سكانها 48 نسمة حسب تعداد اليمن لعام 2004.